# Усьвенское сельское поселение
Усьвенское се́льское поселе́ние — упразднённое муниципальное образование в Гремячинском муниципальном районе Пермского края России.
Административный центр и единственный населённый пункт — рабочий посёлок Усьва.

## История
Образовано в 2004 году. Упразднено в 2018 году путём объединения с остальными поселениями Гремячинского муниципального района в Гремячинский городской округ.

## Население
| 2010 | 2012 | 2013 | 2014 | 2015 | 2016 | 2017 | 2018 |
| ---- | ---- | ---- | ---- | ---- | ---- | ---- | ---- |
| 535  | ↘482 | ↘462 | ↘428 | ↘410 | ↗417 | ↘388 | ↘373 |